# 대한예수교장로회(전도)
대한예수교장로회(전도총회)(大韓예수敎長老會(傳道總會)/Korean Presbyterian Church Evangelism General Assembly)는 대한민국 서울시 강서구에 위치해 있으며 1997년 9월 10일에 설립되었다. "성경 말씀에 입각하여 전도하는 총회"가 설립 목적이며 전도, 세계복음화가 주요 활동이다.
1997년 9월 10일(수) 강서로교회 (현 예원교회)에 506명(목사회원 575명중 490명, 장로회원 49명중 16명)이 참석 초대 총회장으로 박지온 목사(대구노회, 송현교회)를 선출 하였으며 "전도하는 총회가 되자"는 총회 설립취지문에 만장일치로 동의 하고 "대한예수교장로회전도총회"를 공식명칭으로 정하였다.
초기에 다락방 전도운동으로 여러 교단에서 이단 시비가 빚어졌지만 최근들어 전도중심의 운동으로 확신이 되었고 1998년 공청회를 통해 이단이 아닌 이유를 밝히려 노력했다.
성경 말씀에 입각하여 주님의 지상명령인 세계복음화를 위해 세계복음화 전도협회와 협력하며 뜻을 같이 한다. 그리고 총회산하 노회와 교회를 통찰하고, 복음을 수호 전파하며, 이에 따르는 모든 사업을 실행하는 것을 목적으로 한다.
교육기관으로는 렘넌트신학교 (구 [총회신학교)] 가 있으며 기관지로는 세계복음화신문 이 있다.
협력 기관에는 세계복음화전도협회, 다락넷, 세계선교총국, 세계렘넌트총국, 인터넷총국 등이 있다.
2011년 6월 21일 대한예수교장로회(개혁)에 영입, 총회가 해산되었다.

## 관련 자료
- 공청회
- 이단 해제[깨진 링크(과거 내용 찾기)]